# 天王町駅
天王町駅（てんのうちょうえき）は、神奈川県横浜市保土ケ谷区天王町二丁目にある、相模鉄道相鉄本線の駅である。駅番号はSO04。副駅名は「横浜ビジネスパーク前」。

## 歴史
- 1930年（昭和5年）9月10日：開業[2]。
- 1945年（昭和20年）5月29日：横浜大空襲により駅舎焼失。
- 1948年（昭和23年）5月31日：駅舎再建[3]。
- 1968年（昭和43年）3月27日：駅舎高架化[4]。2017年に星川駅下りホームが高架化されるまでは本線唯一の高架駅だった。
- 2018年（平成30年）11月24日：星川駅との間の連続立体交差事業が完了し、開かずの踏切が解消[5]。
- 2021年（令和3年）5月29日：YBP口（横浜ビジネスパーク口）改札の使用を開始し、従来の改札は東口改札となる[6]。相模鉄道で初めてとなる副駅名称「横浜ビジネスパーク前」を導入[1]。
- 2023年（令和5年）10月22日：ホームドアの使用を開始[7]。

### 駅名の由来
鎌倉時代に創建された「牛頭天王社（ごずてんのうしゃ）」（現・橘樹神社）から。

## 駅構造
相対式ホーム2面2線を有する高架駅。
改札口は横浜方の東口改札と星川方のYBP口（横浜ビジネスパーク口）改札の2か所あり、うち後者はICカード専用である。改札内コンコースと各ホームを連絡するエレベーターとエスカレーターが設置されている。
駅前広場（駅南側）は東海道の旧帷子橋跡である。帷子川の流路が変更されたため、現在は駅北側に帷子橋がある。
当初、当駅 - 星川駅間の連続立体交差事業により、島式ホーム1面2線に変更される予定であったが、計画変更により工事完成後も相対式ホーム2面2線のままとなった。2017年3月5日に隣の星川駅下りホームが高架化されたことにより下り線海老名寄りが移設された。2018年11月24日、同様に星川駅上りホームも高架化されたことにより、上り線海老名寄りが移設された。その後、上りホーム海老名寄り構築、上屋工事を経て、2021年度末に連続立体交差事業は完了した。

### のりば
| 番線 | 路線     | 方向 | 行先                                             |
| ---- | -------- | ---- | ------------------------------------------------ |
| 1    | 相鉄本線 | 下り | 海老名・湘南台・羽沢横浜国大（西谷乗り換え）方面 |
| 2    | 相鉄本線 | 上り | 横浜方面                                         |

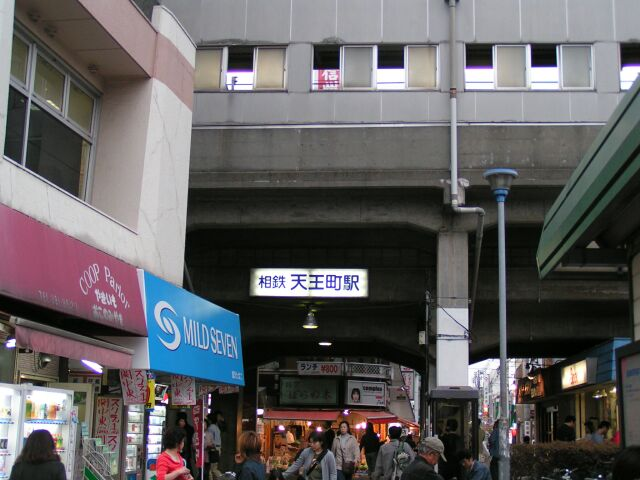
東口（北方面）（2004年5月）
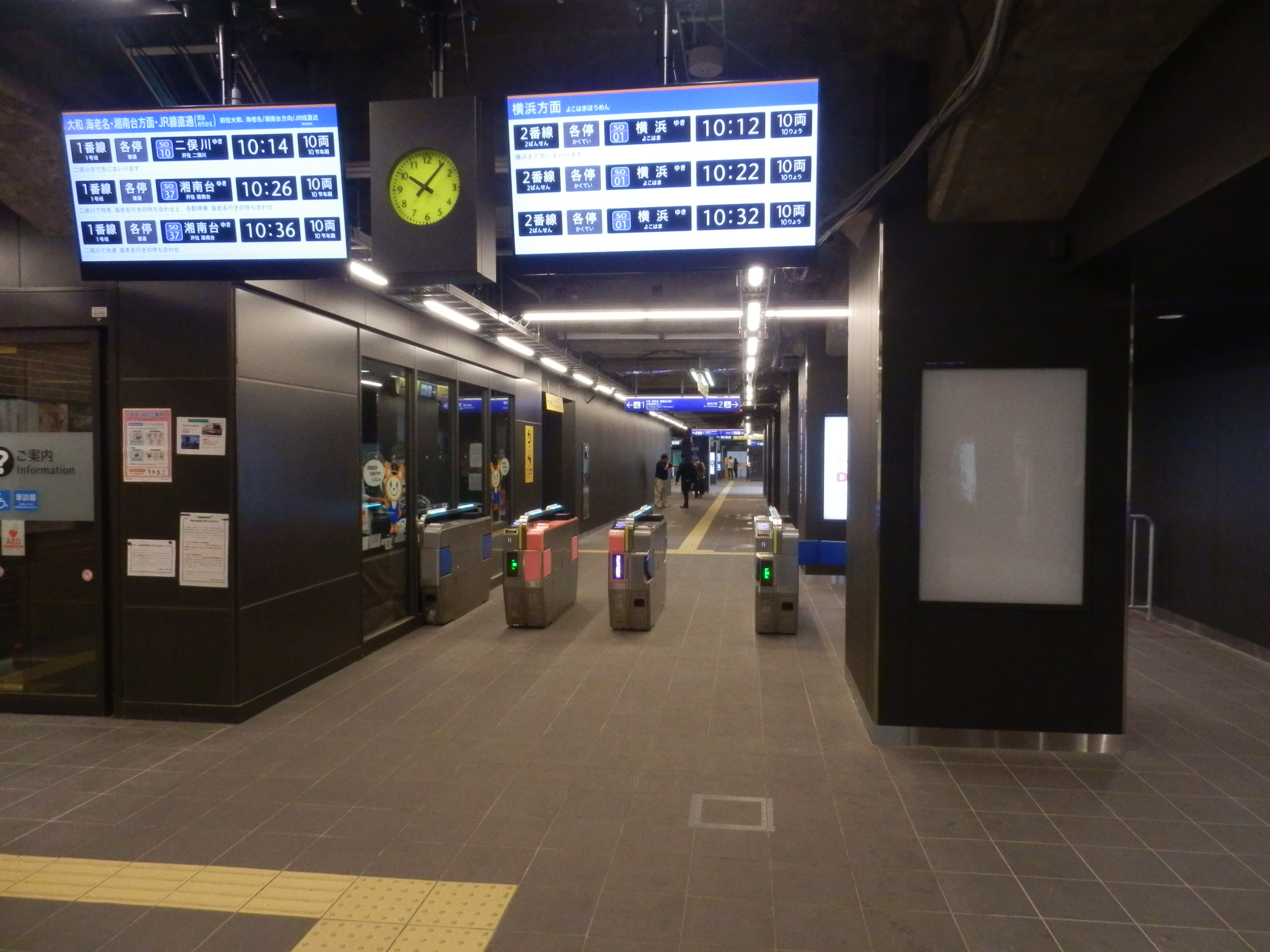
東口改札（2021年5月）
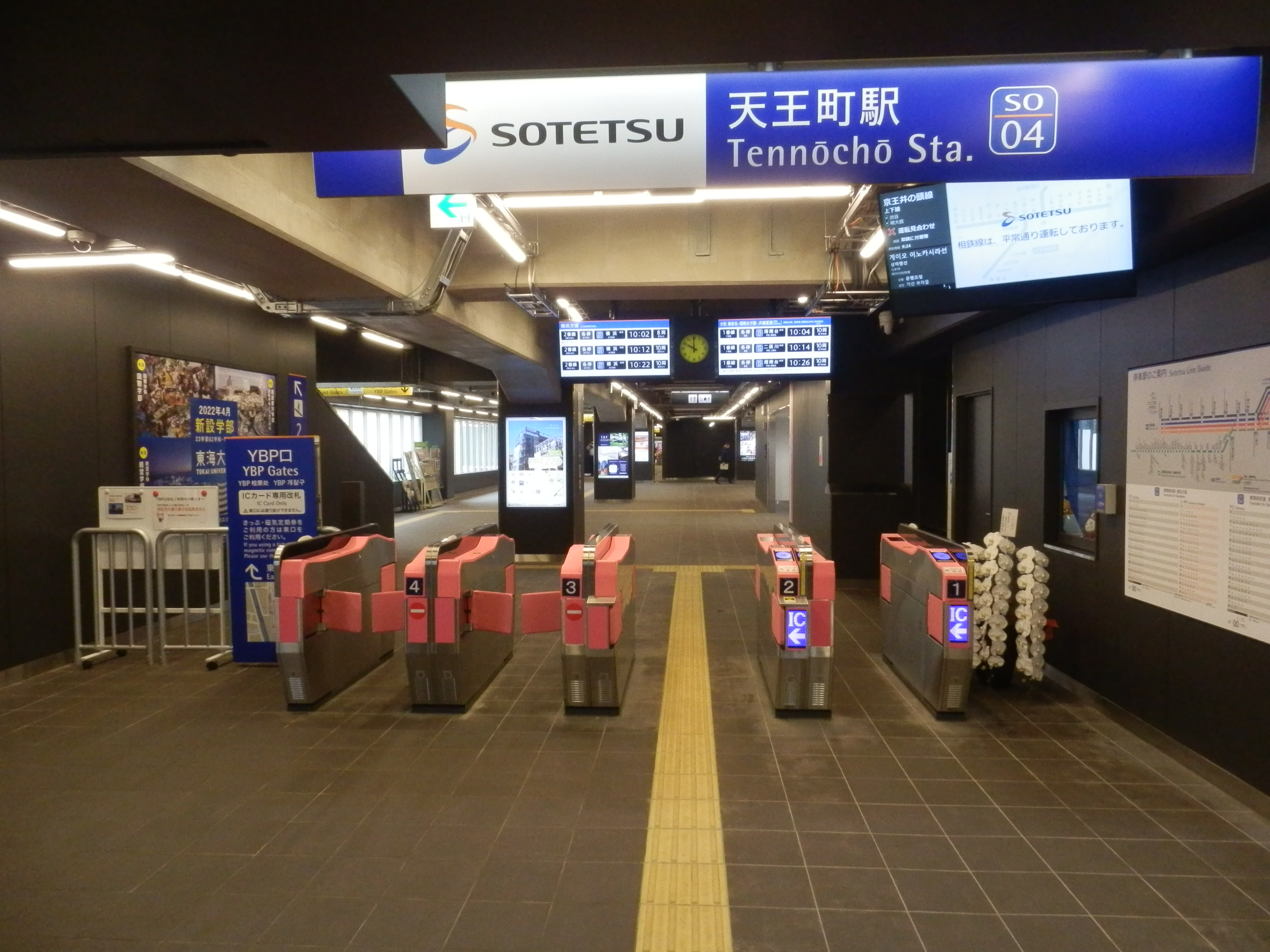
YBP口改札（2021年5月）
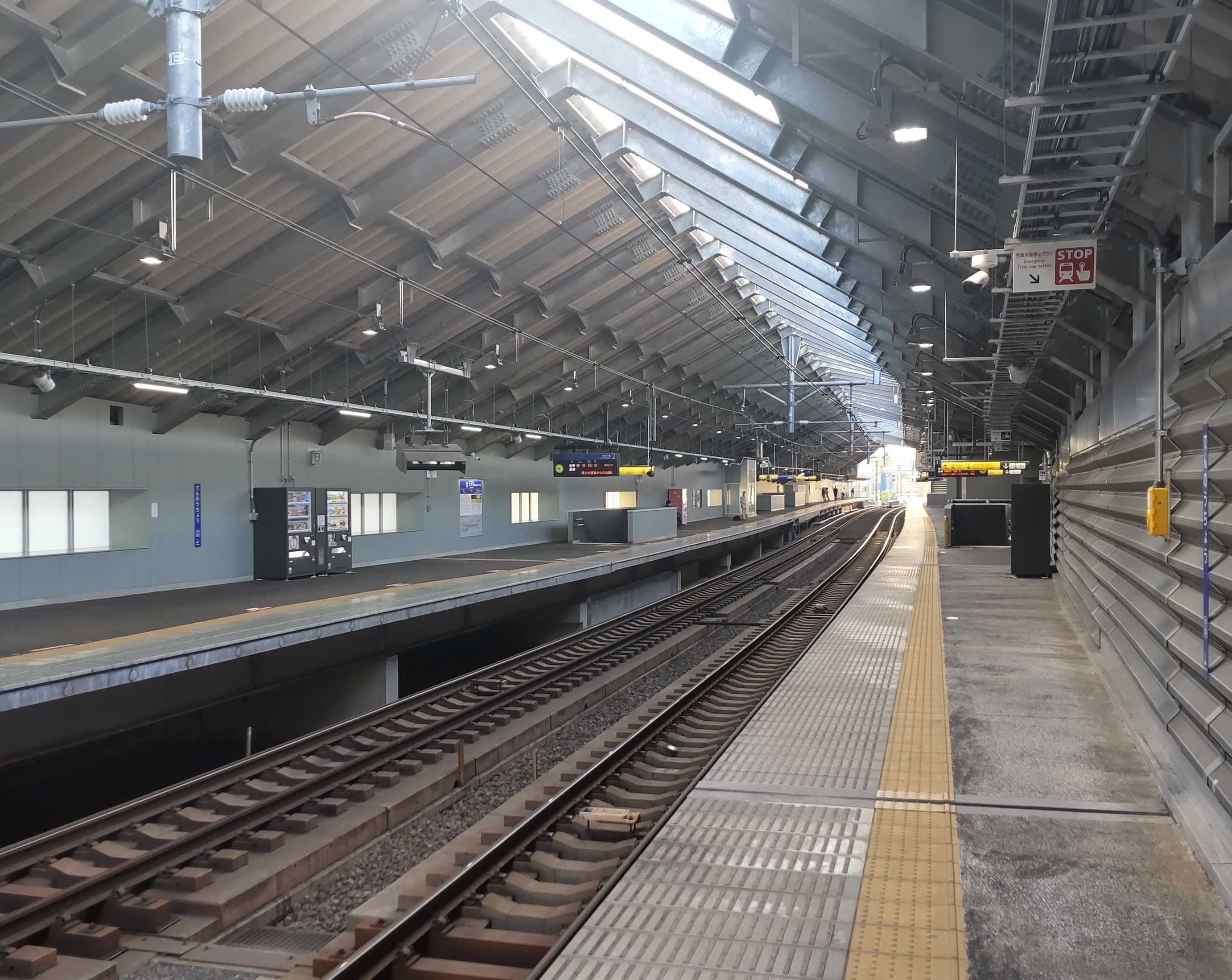
ホーム（2022年5月）
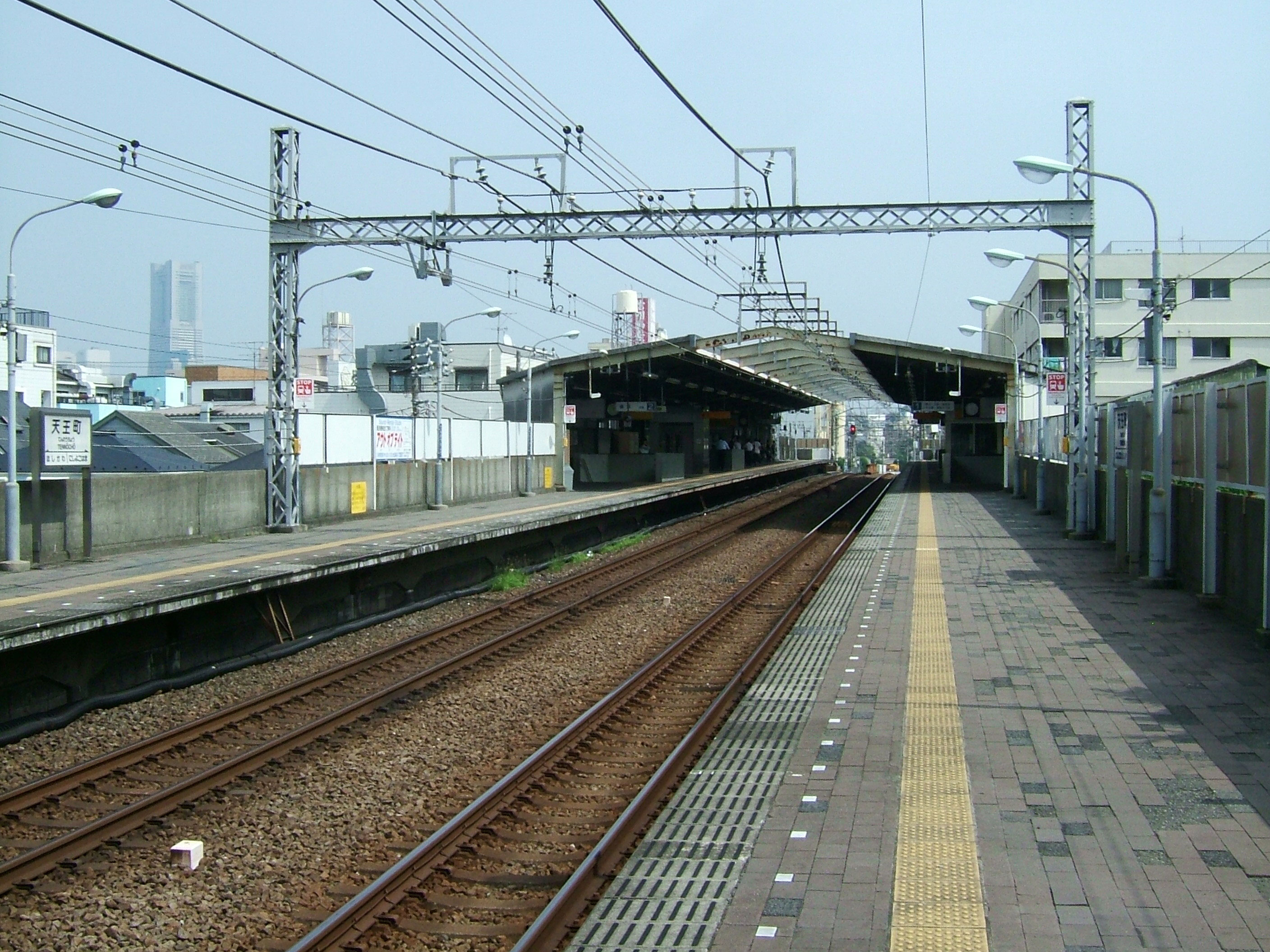
立体交差事業前のホーム（2008年9月）

## 利用状況
2024年度の1日平均乗降人員は22,980人である。相鉄線全27駅中第15位。相鉄本線内の優等列車通過駅の中では最も多い。しかし、近年は減少傾向にある。
近年の1日平均乗降・乗車人員推移は下記の通り。
| 年度               | 1日平均 乗降人員 | 1日平均 乗車人員 | 出典     |
| ------------------ | ---------------- | ---------------- | -------- |
| 1980年（昭和55年） |                  | 8,282            | [ # 1 ]  |
| 1981年（昭和56年） |                  | 8,167            | [ # 1 ]  |
| 1982年（昭和57年） |                  | 8,197            | [ # 1 ]  |
| 1983年（昭和58年） |                  | 8,189            | [ # 1 ]  |
| 1984年（昭和59年） |                  | 8,411            | [ # 1 ]  |
| 1985年（昭和60年） |                  | 8,748            | [ # 1 ]  |
| 1986年（昭和61年） |                  | 9,047            | [ # 1 ]  |
| 1987年（昭和62年） |                  | 9,462            | [ # 1 ]  |
| 1988年（昭和63年） |                  | 10,438           | [ # 1 ]  |
| 1989年（平成元年） |                  | 11,345           | [ # 1 ]  |
| 1990年（平成02年） |                  | 14,567           | [ # 1 ]  |
| 1991年（平成03年） |                  | 16,503           | [ # 1 ]  |
| 1992年（平成04年） |                  | 16,847           | [ # 1 ]  |
| 1993年（平成05年） |                  | 16,756           | [ # 1 ]  |
| 1994年（平成06年） |                  | 16,219           | [ # 1 ]  |
| 1995年（平成07年） |                  | 16,227           | [ # 1 ]  |
| 1996年（平成08年） |                  | 15,529           | [ # 1 ]  |
| 1997年（平成09年） |                  | 14,929           | [ # 1 ]  |
| 1998年（平成10年） |                  | 14,897           | [ # 1 ]  |
| 1999年（平成11年） | 30,864           | 14,663           | [ * 1 ]  |
| 2000年（平成12年） | 31,459           | 15,080           | [ * 1 ]  |
| 2001年（平成13年） | 31,322           | 15,168           | [ * 2 ]  |
| 2002年（平成14年） | 30,588           | 14,835           | [ * 3 ]  |
| 2003年（平成15年） | 30,020           | 14,562           | [ * 4 ]  |
| 2004年（平成16年） | 29,475           | 14,361           | [ * 5 ]  |
| 2005年（平成17年） | 29,773           | 14,479           | [ * 6 ]  |
| 2006年（平成18年） | 29,942           | 14,566           | [ * 7 ]  |
| 2007年（平成19年） | 29,395           | 14,375           | [ * 8 ]  |
| 2008年（平成20年） | 28,983           | 14,199           | [ * 9 ]  |
| 2009年（平成21年） | 28,572           | 13,990           | [ * 10 ] |
| 2010年（平成22年） | 27,606           | 13,509           | [ * 11 ] |
| 2011年（平成23年） | 27,316           | 13,389           | [ * 12 ] |
| 2012年（平成24年） | 27,547           | 13,522           | [ * 13 ] |
| 2013年（平成25年） | 27,312           | 13,410           | [ * 14 ] |
| 2014年（平成26年） | 26,835           | 13,181           | [ * 15 ] |
| 2015年（平成27年） | 27,413           | 13,500           | [ * 16 ] |
| 2016年（平成28年） | 27,817           | 13,723           | [ * 17 ] |
| 2017年（平成29年） | 27,081           | 13,365           | [ * 18 ] |
| 2018年（平成30年） | 27,303           | 13,474           | [ * 19 ] |
| 2019年（令和元年） | 27,313           | 13,532           | [ * 20 ] |
| 2020年（令和02年） | 19,641           | 9,696            | [ * 21 ] |
| 2021年（令和03年） | 19,873           | 9,807            | [ * 22 ] |
| 2022年（令和04年） | 21,625           | 10,692           | [ * 23 ] |
| 2023年（令和05年） | 22,437           |                  |          |
| 2024年（令和06年） | 22,980           |                  |          |

## 駅周辺

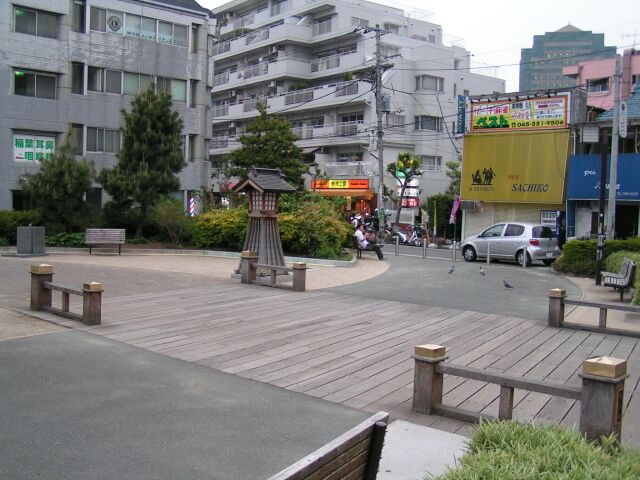
旧帷子橋跡（2004年4月）

当駅東口から約1 km（徒歩15分圏内）の位置にあるJR保土ケ谷駅方面に続く道路はかつての旧東海道であり、周辺には東海道保土ヶ谷宿の史跡が点在している。
- 横浜市都市計画道路環状1号（旧東海道と重複）
- 洪福寺松原商店街
- 横浜洪福寺郵便局
- 洪福寺
- 橘樹神社
- 天王町商店街（YCVテレミン商店街）
- イオン天王町ショッピングセンター
- マルエツ天王町店
- 城南信用金庫天王町支店
- 横浜信用金庫保土ヶ谷支店
- キャンドゥ天王町駅前店
- ルネサンス天王町
- モンテファーレ
- 横浜市岩間市民プラザ
- 横浜岩間郵便局
- 横浜ビジネスパーク
  - 横浜ビジネスパーク内郵便局
  - PREZZO
  - メガロス横濱

## バス路線
最寄りの停留所は駅東側の横浜市環状1号線上にある「天王町駅前」で、以下の路線が横浜市交通局（市営）、神奈川中央交通（神奈中）、相鉄バス（相鉄）により運行されている。

### 天王町駅前（保土ケ谷駅西口方面）
| 系統 | 主要経由地                       | 行先           | 運行事業者 | 備考 |
| ---- | -------------------------------- | -------------- | ---------- | ---- |
| 25   | 大門通・星川駅前・花見台         | 保土ケ谷駅西口 | ■市営      |      |
| 121  | 大門通                           | 保土ケ谷駅西口 | ■神奈中    |      |
| 浜16 | 大門通・星川駅・和田町駅・市沢町 | 西原住宅       | ■相鉄      |      |

### 天王町駅前（洪福寺方面）
| 系統     | 主要経由地               | 行先           | 運行事業者 | 備考         |
| -------- | ------------------------ | -------------- | ---------- | ------------ |
| 25       | 浅間町車庫前             | 横浜駅西口     | ■市営      |              |
| 深夜バス |                          | 保土ヶ谷車庫前 | ■市営      | 当分の間運休 |
| 121      | 川島町・羽沢横浜国大駅前 | 新横浜駅前     | ■神奈中    |              |
| 浜16     | 浅間下・楠町             | 横浜駅西口     | ■相鉄      |              |

## その他
歌川広重作『東海道五十三次』の「程ヶ谷」は、当駅前南側を流れていた改修前の帷子川に架かる橋を描いたものである。

## 隣の駅
相模鉄道
 相鉄本線
■特急・■通勤急行（平日上りのみ運転）・■快速
通過
■各駅停車
西横浜駅 (SO03) - 天王町駅 (SO04) - 星川駅 (SO05)